# Макар Євсей Григорович
Євсей (Овсій) Григорович Макар (Лиманов) (1897, місто Кишинів, тепер Молдова — розстріляний 26 вересня 1937) — радянський господарський діяч, секретар партійного комітету ВКП(б) будівництва «Дніпрогесу», директор Іркутського авіаційного заводу. Кандидат у члени ЦК КП(б)У в червні 1930 — січні 1932 р. Член ЦК КП(б)У в січні 1932 — червні 1933 р.

## Біографія
Народився у родині єврейського робітника. Незабаром після народження Євсея Макара родина переїхала в Одесу. Трудову діяльність розпочав у 1905 році. З тринадцятирічного віку працював бляхарем на заводі консервних банок в Одесі. З 1917 року належав до Партії соціалістів-революціонерів (есерів).
Член РКП(б) з 1918 року.
З 1918 року — в більшовицькому підпіллі міста Одеси. Служив комісаром, командиром 51-го Українського полку. Був заарештований денікінською контррозвідкою і засуджений до розстрілу. На початку лютого 1920 року звільнений із ув'язнення Червоною армією.
У 1920 році — комендант надзвичайної комісії (ЧК) в місті Одесі, в Одеській губернській ЧК.
У 1924 році закінчив партійне відділення Комуністичного університету імені Свердлова у Москві. Працював на відповідальній партійній роботі в Харкові, Москві та Владивостоці.
До грудня 1928 року — на підпільній партійній роботі (радянський емісар) в Маньчжурії та Китаї.
18 грудня 1928 — 30 листопада 1929 року — відповідальний секретар Севастопольського районного комітету ВКП(б). Був уповноваженим Кримського обкому і РНК з хлібозаготівель.
17 грудня 1929 — 2 вересня 1930 року — секретар Дніпробудівського міськрайонного партійного комітету КП(б)У в місті Запоріжжі. 2 вересня — 26 грудня 1930 року — секретар районного партійного комітету КП(б)У Об'єднаного Дніпровського будівництва («Дніпрогесу»). 
З грудня 1930 до 1933 року перебував на керівній партійній роботі на Донбасі.
У липні 1935 — травні 1936 року — директор Іркутського авіаційного заводу № 125.
У червні 1937 року заарештований органами НКВС. Розстріляний. Посмертно реабілітований.

## Нагороди
- орден Леніна (17.09.1932)